# إي سنغ ريول
لي سيونغ ريول (بالكورية: 이승렬)‏ (مواليد 6 مارس 1989 في بوتشيون) لاعب كرة قدم كوري جنوبي يلعب حاليا في نادي سيؤول الكوري الجنوبي .

## مسيرته الكروية
لعب إي سنغ ريول خلال مسيرته الاحترافية مع 6 أندية في عشرة مواسم وسجل خلالها 22 هدفًا ضمن 143 مباراة. ولم يفز بأي موسم بالكأس وفاز في ثلاثة مواسم بالدوري.
خاض إي سنغ ريول مسيرته مع نادي سول في موسم 2008 ليلعب معه أربعة مواسم، مشاركًا في 82 مباراة سجل خلالها 17 هدفًا. ثم انتقل إلى نادي أولسان هيونداي ما بين عامي 2012 و2013 لمدة موسم واحد، حيث شارك في 14 مباراة سجل خلالها هدفين. لينتقل بعدها إلى نادي سونغنام ما بين عامي 2013 و2014 لمدة موسم واحد، مشاركًا في 23 مباراة سجل خلالها 3 أهداف. ثم انتقل إلى نادي جونبك هيونداي موتورز في عامي 2014-2016 ولمدة موسمين، مشاركًا في 12 مباراة ولم يسجل أي هدف. هذا وانتقل لاحقًا إلى نادي سوون ما بين عامي 2016 و2017 لمدة موسم واحد، مشاركًا في 4 مباريات ولم يسجل أي هدف أيضًا.

## روابط خارجية
- إي سنغ ريول على موقع الاتحاد الدولي (مؤرشف)  (الإنجليزية)
- إي سنغ ريول على موقع رابطة كرة القدم اليابانية للمحترفين (اليابانية)
- إي سنغ ريول على موقع دوري كوريا الجنوبية (الإنجليزية)
- إي سنغ ريول على موقع قاعدة بيانات كرة القدم.إي يو (الإنجليزية)
- إي سنغ ريول على موقع ناشيونال فوتبول تيمز (الإنجليزية)
- إي سنغ ريول على موقع Soccerway.com (الإنجليزية)